# Thagria elencha
Thagria elencha är en insektsart som beskrevs av Nielson 1977. Thagria elencha ingår i släktet Thagria och familjen dvärgstritar. Inga underarter finns listade i Catalogue of Life.